# CJ McMahon
Chris John McMahon (Liverpool, 3 juli 1983), bekend als CJ McMahon, is een Australische metalartiest. Hij was vooral bekend als de frontman van de Australische deathcoreband Thy Art Is Murder. 

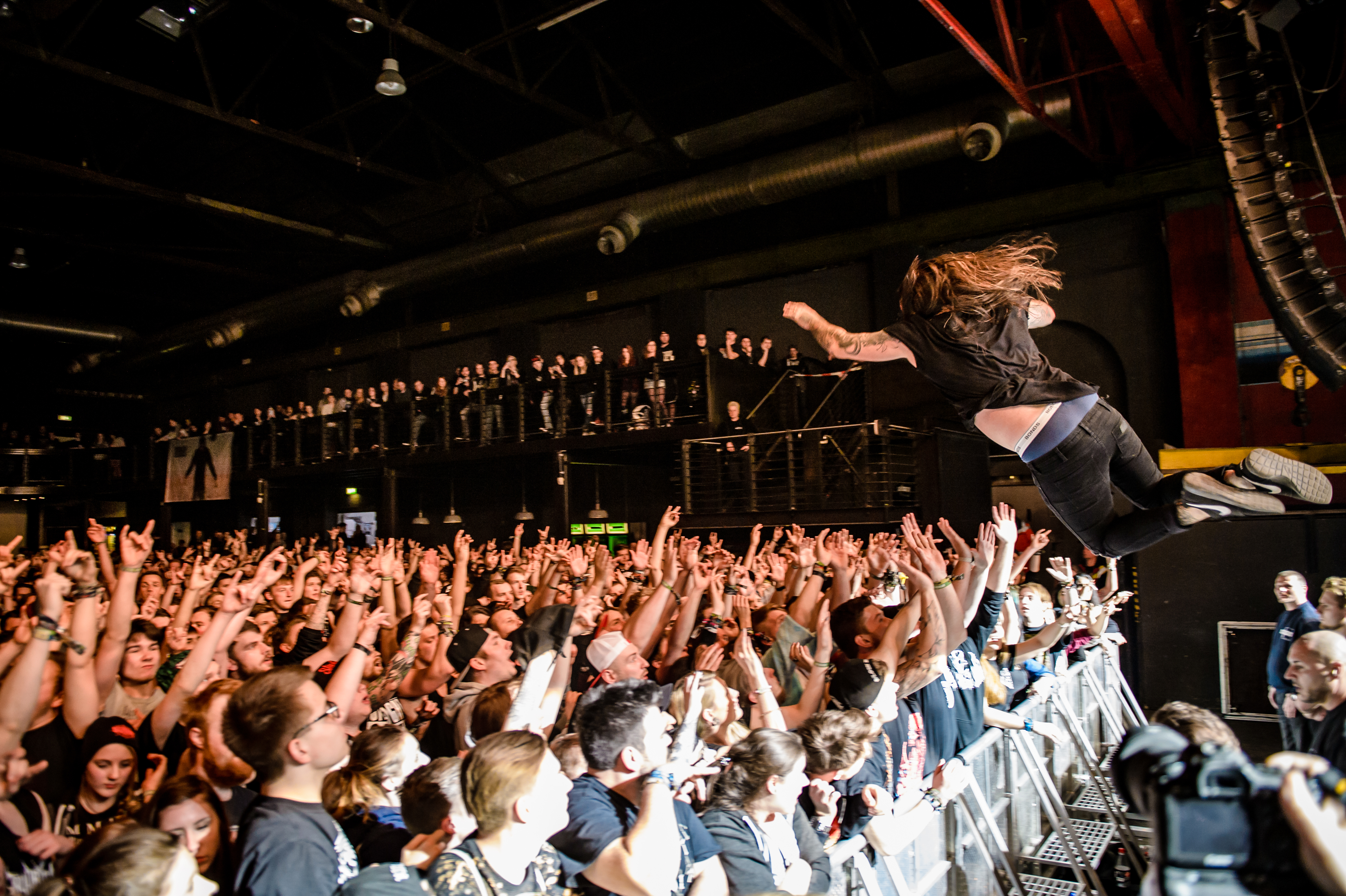
McMahon gedurende een stagedive tijdens een live-uitvoering van Thy Art Is Murder in Oberhausen (Duitsland)

## Carrière

### Voormalige bands
Voordat McMahon internationaal doorbrak met Thy Art Is Murder was hij vocalist voor verscheidene andere Australische bands uit verschillende soorten metalgenres binnen de extreme metal. Hij zong onder andere voor Baraka (thrashmetal/deathmetal), Evolvar (melodieuze deathmetal/metalcore), Namorrodor (blackmetal) en Vegas In Ruins (deathcore).

### Thy Art Is Murder
In 2009 sloot McMahon zich aan als vocalist bij de deathcoreband Thy Art Is Murder, waar hij de rol van hun voormalige vocalist Brendan van Ryn verving. In 2015 verliet McMahon Thy Art Is Murder, maar werd in 2018 weer opnieuw vocalist van deze band tot 2023 toen hij uit de band werd gezet na een reeks transfobe berichten op sociale media.

### Werk als gastvocalist
McMahon heeft als gastvocalist vocaallijnen ingezongen op verscheidene werken van andere metalbands. Zo is McMahon onder andere te horen op het nummer Before Later Comes Never van de Duitse metalcoreband Caliban en ook op single Autophagia van de Nederlandse deathmetalband Inferum.

## Trivia
- McMahon had van begin 2017 t/m april 2020 een eigen kledinglijn genaamd Evil Soul.